# Poliocephalus poliocephalus
Poliocephalus poliocephalus là một loài chim thuộc họ Podicipedidae được tìm thấy ở Australia và từ năm 1975, ở New Zealand, nơi nó hiếm có. Loài chim này có vạch trắng bạc quanh đầu màu đen. Nó là loài phổ biến ở Úc với số lượng lên tới 500.000 cá thể. Môi trường sống của nó tương tự như loài chim lặn Á-Úc.